# Zona secundária
No Brasil, a zona secundária compreende a parte do território aduaneiro não considerada como zona primária, nela incluídas as águas territoriais e o espaço aéreo.
Ou seja, o território aduaneiro, que abrange todo o território nacional é dividido em duas partes: a zona primária (portos, aeroportos e pontos de fronteira alfandegados) e a zona secundária (restante do território).